# Rhynchospora capillifolia
Rhynchospora capillifolia är en halvgräsart som beskrevs av Johann Otto Boeckeler. Rhynchospora capillifolia ingår i släktet småag, och familjen halvgräs. Inga underarter finns listade i Catalogue of Life.